# Sacrebleu
Albums de Dimitri from Paris
N/A A Night at the Playboy Mansion
(2000)
Sacrebleu est le premier album de Dimitri from Paris.

## Pistes de l'album
1. Prologue – 0:36
2. Sacré Français – 4:54
3. Monsieur Dimitri Joue Du Stylophone – 1:02
4. Nothing To Lose – 4:58
5. Un Termède – 0:46
6. Rêveries (Edit) – 3:43
7. Attente Musicale – 1:07
8. Dirty Larry (Crue-L Grand Orchestra Remix) – 8:04
9. Un Terlude – 2:25
10. Une Very Stylish Fille – 3:18
11. Love Love Mode – 7:05
12. Un Woman's Paradis – 3:15
13. Back In The Daze – 8:02
14. Le Moogy Reggae – 5:07
15. Encore Un Terlude – 0:46
16. Un World Mysteriouse – 4:09
17. Par Un Chemin Different – 6:30
18. Nothing To Lose (Lounge Instrumentale) – 10:11
19. Epilogue - 9:20
20. Souvenir de Paris

## Sources
- John Bush, « Sacrebleu – Dimitri from Paris », AllMusic (consulté le 31 décembre 2017),
- (en) Will Hermes, « Sacrebleu », Entertainment Weekly,‎ 6 mars 1998 (lire en ligne),
- (en) Push, « Paris game, set and match », Muzik, no 15,‎ août 1996, p. 111,
- (en) « Dimitri from Paris: Sacrebleu », Q, no 128,‎ mai 1997, p. 119,
- (en) Elisabeth Vincentelli, « Dimitri From Paris: Sacrebleu », Rolling Stone,‎ 5 mars 1998 (lire en ligne),
- (en) Emma Warren, « Dimitri from Paris: Sacre Bleu », Select, no 74,‎ août 1996